# محمد عبد الله الهادي
محمد عبد الله الهادي (مواليد 8 مارس 1953 في محافظة الشرقية، مصر) هو قاص وروائي مصري، تخصص في القصة والرواية والمسرح وأدب الطفل.
بدأ الهادي النشر من خلال مجلة الهلال في منتصف ثمانينيات القرن العشرين، كما نشر في جريدة الجمهورية، ثم توالى النشر في الصحف والمجلات والدوريات الأدبية. صدرت مجموعته الأولى بعنوان «عيون الدهشة والحيرة» عام 1989 عن الهيئة المصرية العامة للكتاب.

## مؤلفاته
الروايات:
- "أنشودة الأيام الآتية”، الهيئة المصرية العامة للكتاب، 1990، مكتبة الأسرة، 1996[5]
- "الأحلام تتداعى: ضباب الفجر”، المجلس الأعلى للثقافة، 1997[6]
- "عصا أبنوس ذات مقبض ذهبي”، الهيئة المصرية العامة للكتاب، بالتعاون مع اتحاد الكتاب، 2003[7]
- "ليالي الرقص في الجزيرة”، الهيئة المصرية العامة للكتاب، 2007[8][9]
- ”العبد”، الهيئة المصرية العامة للكتاب، 2007
- «البحّاري»، الهيئة المصرية العامة للكتاب، 2017[10][11]
- «المجنس»، الهيئة المصرية العامة للكتاب، 2020[12]

المجموعات القصصية:
- "عيون الدهشة والحيرة”، سلسلة إشراقات أدبية، الهيئة المصرية العامة للكتاب، 1989[13]
- «الحكاية وما فيها»، الهيئة العامة لقصور الثقافة، 1995
- “حلقة ذكر”، سلسلة رؤى شرقية، ثقافة الشرقية، 2002
- "امرأة وألف وجه”، سلسلة خيول أدبية، الهيئة العامة لقصور الثقافة، 2006
- "حلقة ذكر على شرف الفقيدة”، الهيئة المصرية العامة للكتاب، 2010
- ”لها ألف وجه ووجه”، دار رواية للنشر، لندن، 2011
- "الخيمة والعاصفة”، الهيئة العامة لقصور الثقافة، 2013[14][15]
- «خيول النهر»، الهيئة المصرية العامة للكتاب، 2014
- «أصابع العبد»، نادي القصة، بالاشتراك مع الهيئة العامة لقصور الثقافة

مؤلفات للأطفال:
- «الشغالة الذكيَّة»، سلسلة قطر الندى، الهيئة العامة لقصور الثقافة، 2006
- «الشاطر حسن وست الحسن والجمال»، الهيئة المصرية العامة للكتاب، 2010

المسرح:
- ”الأخوَان”، مسرحية فصل واحد، إقليم شرق الدلتا الثقافي بمصر، 1992
- «عندما تبيض الأفاعي»، مسرحية فصل واحد، الإدارة العامة للمسرح، 2013
- ”عريس لقطة”

## الجوائز والتكريمات
| - جائزة نادي القصة بالقاهرة في القصة القصيرة، 1984، عن قصة «عودة عمي» - جائزة رابطة الأدباء والشعراء الشبان بكفر الزيات في القصة القصيرة، 1985 - جائزة صحيفة المساء في القصة القصيرة، المركز الأول، 1986، عن قصة ”أصابع العبد” - جائزة نادي القصة بالإسكندرية في القصة القصيرة، 1986 - جائزة جمعية الخدمات الأدبية والفنية بالقاهرة في القصة القصيرة، 1986 - جائزة رابطة الأدباء والشعراء الشبان بكفر الزيات في القصة القصيرة، 1987 - جائزة جمعية الخدمات الأدبية والفنية بالقاهرة في القصة القصيرة، 1988 - جائزة هيئة الفنون والآداب والعلوم الاجتماعية بالإسكندرية في الدراسات الأدبية، 1988 - جائزة جماعة رفاعة الطهطاوي، اللجنة الثقافية بنادي المعادي، القاهرة، القصة القصيرة، 1989، عن قصة «الصباح رباح» - جائزة د. سعاد الصباح في الرواية، منتدى الفكر العربي بعمان، بالاشتراك مع الهيئة المصرية العامة للكتاب، 1989، عن رواية «أنشودة الأيام الآتية» - جائزة نادي جازان الأدبي في القصة القصيرة، السعودية، 1990، عن قصة «وانتصب ثم انفض» - جائزة إحسان عبد القدوس في القصة القصيرة، 1992 - جائزة المسابقة الأدبية لإقليم شرق الدلتا الثقافي في القصة القصيرة والمسرحية ذات الفصل الواحد، 1994–95 - جائزة المجلس الأعلى للثقافة ”يوسف السباعي للنقد القصصي”، 1995 - جائزة المجلس الأعلى للشباب والرياضة بالشرقية في القصة القصيرة، 1996 - جائزة المجلس الأعلى للشباب والرياضة، مركز إعداد القادة بالقاهرة، في القصة القصيرة، 1996 | - جائزة إذاعة القناة بالإسماعيلية، المسرحية ذات الفصل الواحد، 1997 - جائزة الإبداع الأدبي والفني في القصة القصيرة من القوات المسلحة بمناسبة اليوبيل الفضي لنصر أكتوبر، 1998، عن قصة «ثلاثة وجوه لعملة واحدة» - جائزة قصة الطفل ”مجلة النصر” للقوات المسلحة، 2000 - جائزة موقع نادي حائل الأدبي الإلكترونية في القصة القصيرة، السعودية، 2002 - جائزة موقع نادي حائل الأدبي الإلكترونية في القصة القصيرة، السعودية، 2003 - جائزة موقع لها أون لاين الإلكترونية في القصة القصيرة، السعودية، 2003 - جائزة موقع نادي حائل الأدبي الإلكترونية في القصة القصيرة، السعودية، 2004 - جائزة موقع نادي حائل الأدبي الإلكترونية في الثقافة والإبداع، 2004، عن المجموعة القصصية «لها ألف وجه ووجه» - جائزة إذاعة صوت العرب في القصة القصيرة، من وحي أكتوبر، 2003 - درع محافظة الشرقية في مؤتمر إقليم شرق الدلتا الرابع بالزقازيق، 2005 - درع الهيئة العامة لقصور الثقافة وشهادة تقدير، تكريم بمؤتمر شرق الدلتا الأدبي الثامن بالزقازيق، 2009 - جائزة مسابقة المسرح من الإدارة العامة للمسرح، 2013، عن مسرحية “عندما تبيض الأفاعي” - جائزة القصة القصيرة، الشؤون المعنوية للقوات المسلحة، مسابقة سيناء أرض المستقبل، 2014 - درع تكريم من هيئة جائزة صلاح هلال للقصة القصيرة، 2014 - درع تكريم من اتحاد كتاب مصر، فرع الشرقية والقناة وسيناء، 2014 - درع تكريم من نادي القصة بأسيوط، 2015 |